# Tampon (menstruatie)

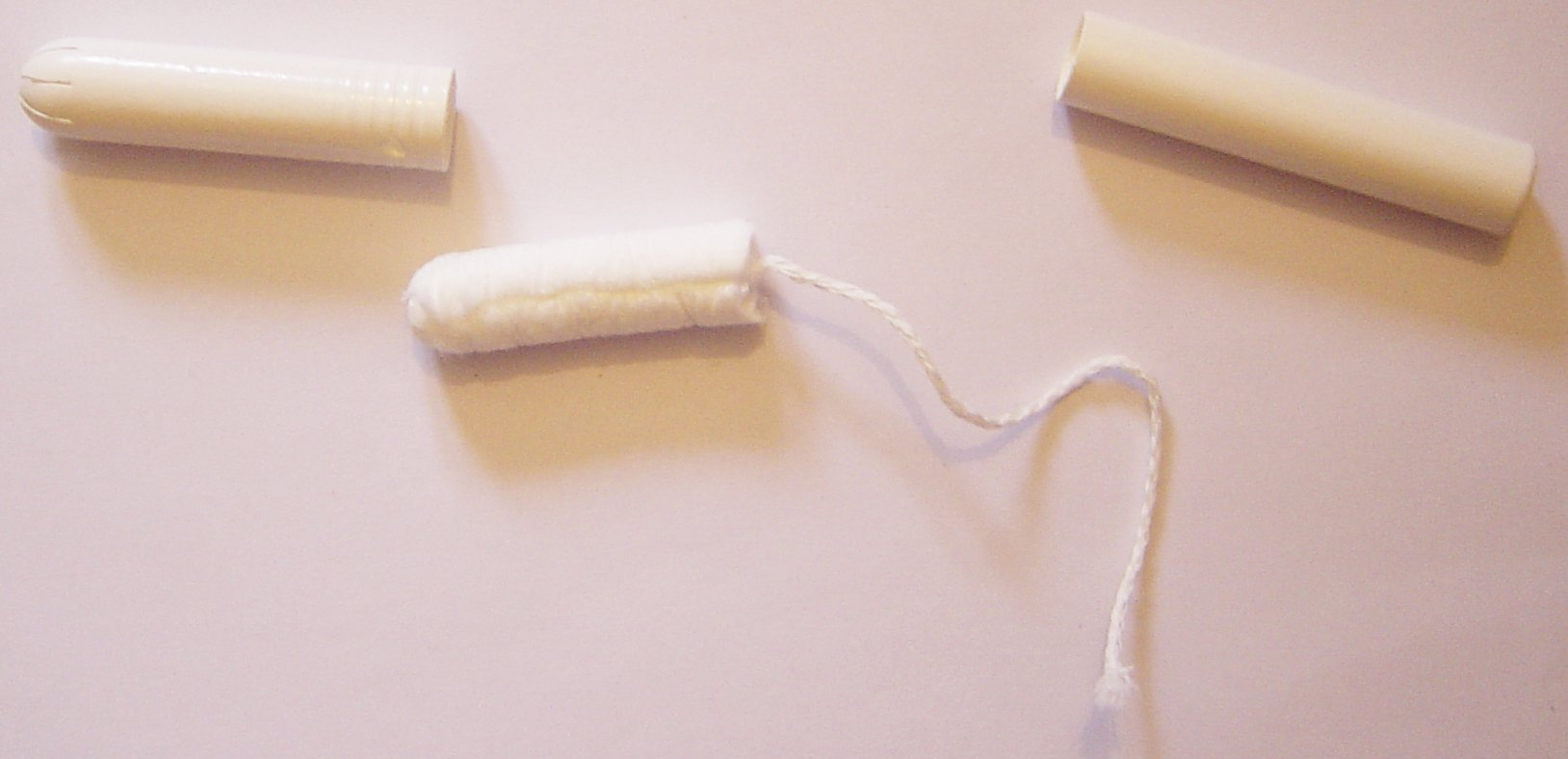
Een tampon met applicator

Een tampon is een hulpmiddel om het bloed dat wordt afgescheiden bij de maandelijkse menstruatie van vrouwen op hygiënische wijze op te vangen.

## Geschiedenis
De geschiedenis van de tampon gaat terug tot de jaren 1930. De Amerikaan Earle C. Haas en zijn vrouw werkten beiden in de medische zorg en hadden ervaring met verschillende absorberende materialen. Toen zijn vrouw klaagde over de dikke maandverbandjes die ze tijdens haar menstruatie moest dragen, begon Haas na te denken over de ontwikkeling van een alternatief. Rond 1930 vroeg hij patent aan voor Tampax, wat zich ontwikkelde tot de eerste succesvolle tampon. 
Enkele jaren later ontwikkelde de Duitser Carl Hahn ook een soortgelijk attribuut. Hij noemde het o.B., als afkorting voor ohne Binde (Duits voor zonder verband). Het zou echter nog tot na de Tweede Wereldoorlog duren voordat hij zijn tampons in productie nam. 
Aanvankelijk waren de tampons geen echt groot succes. Dit kwam pas op vanaf de jaren zeventig. De verkoop zakte daarna in de jaren 1980 weer in. Bepaalde typen tampons met extra absorptiekracht bleken bacteriën te bevatten die het zogeheten toxischeshocksyndroom veroorzaakten, soms zelfs met de dood tot gevolg, wanneer de tampon te lang achtereen gedragen werd. Dit werd ook wel de tamponziekte genoemd. Dit type tampons werd uit de handel genomen, maar in de Verenigde Staten is de tamponverkoop nooit meer helemaal aangetrokken tot het niveau van de jaren zeventig. Ook tegenwoordig vallen er nog regelmatig slachtoffers door de tamponziekte. Het is zeer belangrijk dat een geraadpleegde arts zo snel mogelijk de juiste diagnose stelt, direct met een breed-spectrum antibioticakuur begint en de patiënt laat opnemen op de intensive care (ic) van een ziekenhuis. Het snelle verloop van deze infectieziekte is vergelijkbaar met de snelheid van hersenvliesontsteking en bloedvergiftiging. Diverse nationale overheden verplichten de tamponfabrikanten dan ook om het publiek in te lichten over de gevaren van het gebruik door middel van opschriften op de verpakking.
De verhouding tamponverkoop-maandverbandverkoop varieert internationaal sterk. Terwijl de verhouding in Amerika op 70:30 ligt, is de verhouding in Groot-Brittannië half-om-half. In Frankrijk ligt de verhouding zelfs op 30:70, terwijl in Azië en Latijns-Amerika ruim 95% maandverband gebruikt. Over het algemeen zijn het vooral de jongeren onder de 30 die tampons gebruiken.

Doorsnede van het vrouwelijk onderlichaam met de tampon (paars) diep ingebracht in de vagina (blauw), tegen de baarmoedermond (groen) aan

## Werking
Een tampon bestaat uit samengeperste watten die bij een vrouw in de vagina gebracht wordt. De tampon zuigt zich vol met het menstruatiebloed. Een tampon is ongeveer 4 centimeter lang. Een tampon heeft als hij droog is een diameter van 10 tot 15 mm, afhankelijk van het type. Aan de onderzijde zit een draadje, dat uit de vagina blijft hangen en waarmee de tampon verwijderd kan worden. Als de tampon de juiste grootte heeft en op de juiste wijze is ingebracht, zou de vrouw deze niet moeten kunnen voelen.
Een tampon moet tijdens de menstruatie regelmatig vervangen worden, meerdere malen per dag, zoals meestal aangegeven op de verpakking. Langslapers gebruiken 's nachts best maandverband.
Tampons mogen niet doorgespoeld worden in het toilet.

## Absorptie
Net zoals bij maandverbanden bestaan er ook bij tampons diverse modellen met hun eigen absorptiegraad. 'Mini' wordt gebruikt bij licht bloedverlies (opvangvermogen 6-8 ml) aan het begin of einde van de menstruatie; 'normaal' bij gemiddeld bloedverlies (opvangvermogen 8-10 ml), 'super' voor zwaar, onregelmatig bloedverlies en voor het geval het onmogelijk is om tampons regelmatig te wisselen (opvangvermogen 10-12 ml) en 'super plus' voor zeer zwaar bloedverlies en een tijdje na de bevalling (opvangvermogen 12-14 ml).
Indien tampons worden gebruikt aan het begin en het einde van de menstruatie, dan kunnen er door de droogheid van de vagina microscopisch kleine scheurtjes ontstaan, waardoor bij geslachtsverkeer allerlei organismen kunnen binnendringen en een ontsteking kunnen veroorzaken. Er wordt dan ook aangeraden om slechts tampons te gebruiken op de dagen waarop de menstruatie het hevigst is.

## Doorlekken
Een tampon sluit het lichaam niet af. Het bloed wordt geabsorbeerd terwijl het de vagina inloopt. Is de tampon helemaal vol, dan lekt hij aan de onderkant door. Daarom combineren veel vrouwen tampons met maandverband.

## Bezwaren tegen het gebruik
Voor jonge meisjes kan het inbrengen van een tampon lastig, pijnlijk of onwennig zijn. Sommige geloven en culturen staan afwijzend tegenover het gebruik van tampons en menstruatiecups voor het huwelijk, omdat zij bang zijn dat het maagdenvlies zou kunnen beschadigen. Dit is echter zeer onwaarschijnlijk omdat het maagdenvlies niet echt een dicht vliesje is, maar eerder een stukje huid met een opening of meerdere kleine openingen.

## Alternatieven
Andere manieren om het bloed op te vangen tijdens de menstruatie is het gebruik van maandverband. Een ander alternatief voor de tampon is de softcup. Ook zijn er menstruatiecups op de markt, deze zijn herbruikbaar gedurende 5 tot 10 jaar. Ook zijn er draadloze tampons (ook wel sponstampons genoemd) op de markt.

## De voornaamste fabrikanten op een rij
- Wellicht de bekendste tamponfabrikant ter wereld is Tambrands Inc (merknaam Tampax). De Tampaxtampons worden al sinds 1930 geproduceerd. Tambrands brengt voornamelijk modellen op de markt die middels een kartonnen of plastic inbrenghuls moeten worden ingebracht.
- De firma Kimberly-Clark produceert Kotextampons. Typisch aan de Kotextampons is dat ze op een stokje zitten.
- Johnson & Johnson (merknaam o.b.). Van oudsher moesten de tampons van o.b. met de vinger naar binnen geschoven worden, tegenwoordig zijn er "ProComfort" tampons te verkrijgen, door de gladdere oppervlakte zijn deze nog eenvoudiger in te brengen; o.b. hanteert vijf categorieën tampons; mini, lichte dagen, normaal, super en super plus.
- SCA hygiene products (merknaam Libresse). Begin 2008 heeft SCA de Libresse tampons "Normal" en "Super" geïntroduceerd.

## Tampontaks
Tampontaks is de schertsende benaming die wordt gegeven aan de btw die wordt geheven op tampons, maandverband en inlegkruisjes. In veel landen worden acties ondernomen om de tampontaks af te schaffen. Tampons en maandverband zijn immers geen luxe-producten, maar noodzakelijke producten die iedereen die menstrueert nodig heeft. In de ogen van tegenstanders van de tampontaks vergroot deze belasting de ongelijkheid tussen mannen en vrouwen.
In Nederland valt de tampon onder verbandmiddelen voor geneeskundige doeleinden en daarmee onder het verlaagde btw-tarief.

## Andere tampons
Elke holte kan voorzien worden van een tampon. Er bestaan veel verschillende soorten tampons voor specifieke toepassingen. Enkele voorbeelden:
- Een anaaltampon wordt gebruikt bij mensen van wie de anale sluitspier niet meer voldoende werkt. Zo wordt het ongecontroleerd verlies van ontlasting tegengegaan.
- Een neustampon kan gebruikt worden bij een neusbloeding.
- Chirurgische tampons worden tijdens operaties gebruikt voor veel doelen, bijvoorbeeld om holten tijdelijk op te vullen, om bloed uit een dergelijke holte op te zuigen of om organen tijdelijk opzij te duwen.